# Nitori Holdings
Nitori Holdings Co., Ltd. (яп. 株式会社ニトリホールディングス кабусики-гайся нитори хо:рудингусу, TYO: 9843) — японская компания, со штаб-квартирой в городе Саппоро, Япония, крупный розничный продавец мебели и аксессуаров для дома. Компания имеет крупнейшую сеть магазинов мебели и товаров для дома в Японии. Компания была основана в 1967 году Акио Нитори в Саппоро. По состоянию на 31 марта 2024 года Nitori имеет 1001 магазин из них 179 сетевых магазина за границей, включая КНР (95 магазинов), Китайскую Республику (61 магазин), Малайзию (11 магазинов), Таиланд (5 магазинов), Республику Корея (3 магазина), Сингапур (2 магазина), Гонконг (1 магазин) и Вьетнам (1 магазин). Также ведёт продажи онлайн.

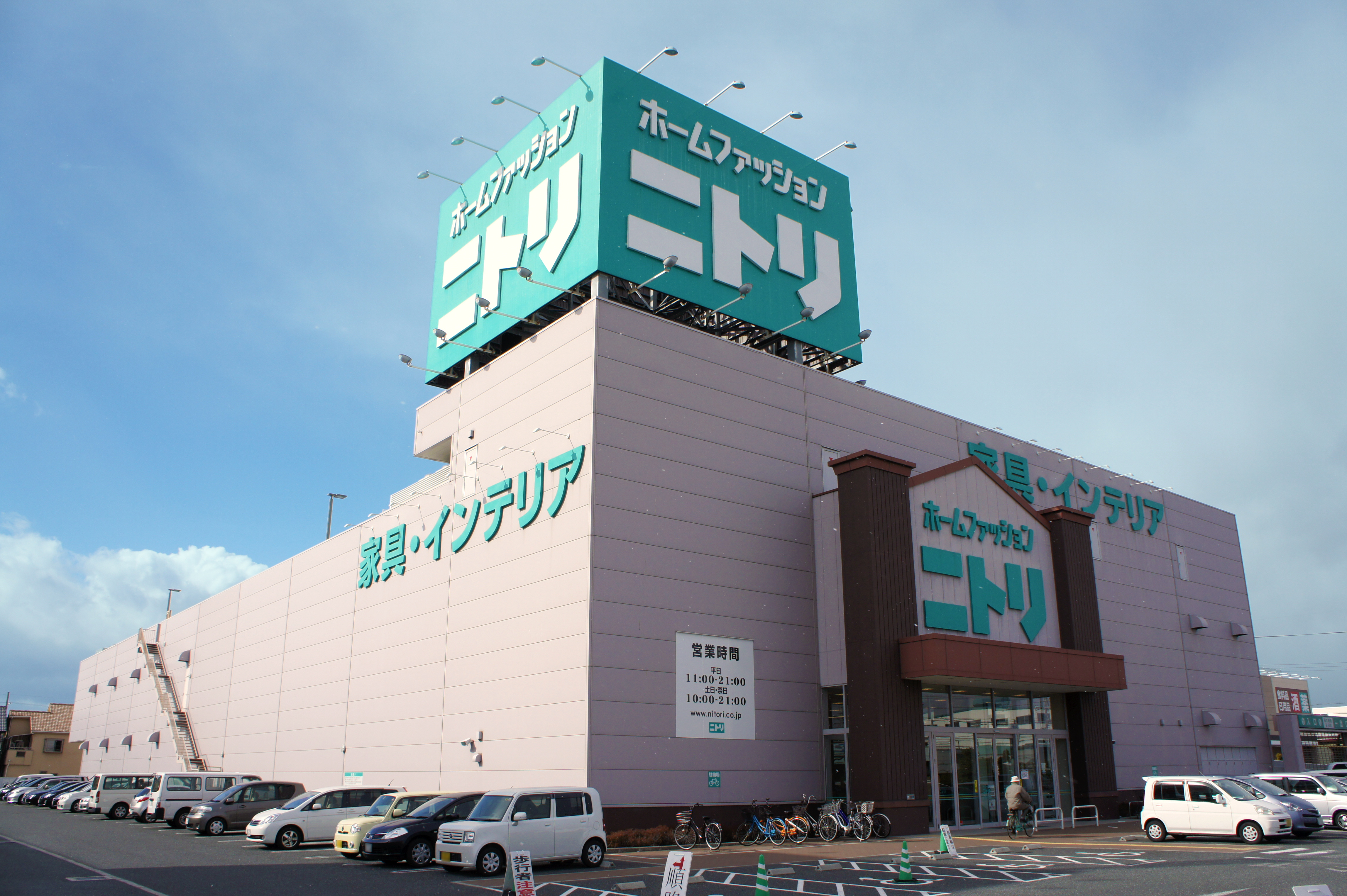
Магазин Nitori в городе Такацуки, префектура Осака, Япония.

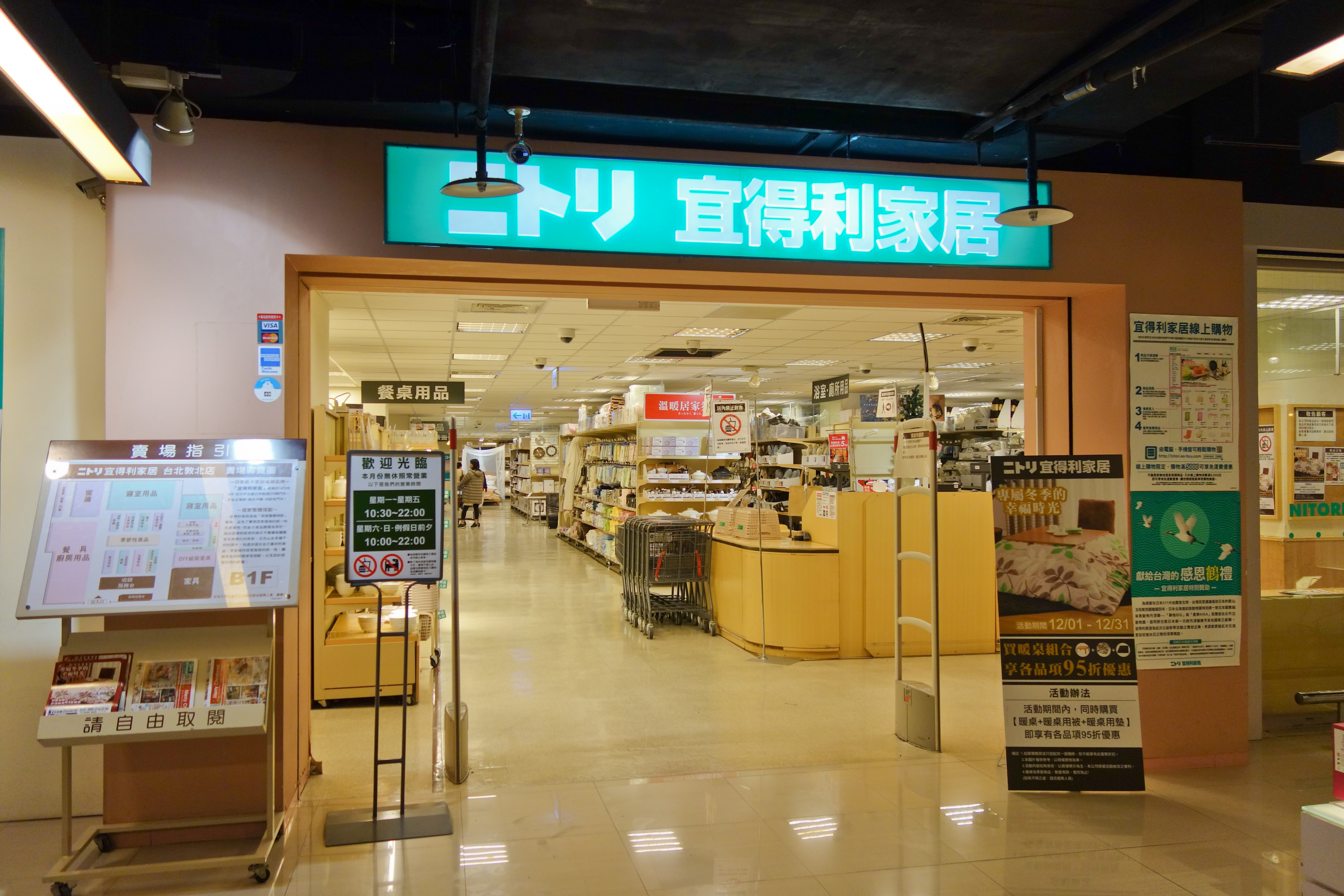
Вход в магазин Nitori в городе Тайбэе, Китайская Республика.

В 2012 году в США была основана дочерняя компания Nitori USA, Inc., которая продаёт продукцию компании в США под торговой маркой «Aki-Home», которая была названа в честь Акио. Nitori производит, осуществляет промежуточную логистику и доставку внутри компании, распространяет и продает мебель, предметы интерьера и предметы первой необходимости (крупная бытовая техника для стирки, посуда, кухонные принадлежности, постельное бельё и т. д.). Несмотря на то, что экономика Хоккайдо продолжала стагнировать после банкротства банка Hokkaido Takushoku Bank, по состоянию на 2017 год продажи и прибыль компании росли 30 лет подряд с 1988 года. 28 октября 2002 года компания была зарегистрирована в 1-й секции Токийской фондовой биржи.

## История
- 1967 год — Открытие мебельного магазина NITORI в Саппоро.
- 1973 год — Принята схема прямых закупок у продавца.
- 1980 год — Представлен первый автоматизированный вертикальный склад в японской дистрибьюторской отрасли.
- 1986 год — Начат полномасштабный прямой импорт зарубежной продукции.
- 1987 год — Инвестирование в производство мебели Marumitsu Woodwork, фактически превращающее её в дочернюю компанию.
- 27 сентября 1989 года — Листинг на фондовой бирже Саппоро.
- 1993 год — Открытие первого магазина на Хонсю.
- 1994 год — Начало работы на собственных заводах за рубежом.
- 2000 год — Открыт распределительный центр Канто.
- Август 2000 года — Marumitsu Co., Ltd. становится дочерней компанией, находящейся в полной собственности.
- 28 октября 2002 года — Листинг в 1-й секции Токийской фондовой биржи.
- 2003 год — Достигнут объём продаж в 100 миллиардов японских иен и 100 магазинов.
- 2004 год — Вход в бизнес онлайн-продаж.
- 2007 год — Открыт магазин Kaohsiung Dream Time на Тайване, первый магазин за границей.
- 2009 год — Достигнут объём продаж в 200 миллиардов японских иен и 200 магазинов.
- 2011 год — Запуск нового формата «Deco Home» и запуск торгового центра под управлением NITORI.
- Февраль 2013 года — Достигнут объём продаж в 300 миллиардов японских иен и 300 магазинов.
- Октябрь 2013 года — Открытие «Aki-Home», первого магазина в США.
- 2014 год — Открытие первого магазина в Ухане, Китай.
- Январь 2021 года — Приобретение Shimachu[яп.][12][13].
- 2022 год — Открытие первого магазина в Малайзии в LaLaport Bukit Bintang City Center[англ.].
- 31 марта 2022 года — Открытие первого магазина в Сингапуре в Courts Nojima at The Heeren.
- 31 августа 2023 года — Открытие первого магазина в Таиланде в торговом комплексе CentralWorld[англ.] в Бангкоке.